# Coup d'État de 1967 en Grèce
Le coup d'État grec du 21 avril 1967 est un putsch militaire organisé, en Grèce, par le brigadier-général Stylianós Pattakós et les colonels Geórgios Papadópoulos et Nikólaos Makarézos. Il aboutit au renversement du gouvernement de Panagiótis Kanellópoulos et à la mise en place de la Dictature des Colonels, qui dirige le pays jusqu'au 24 juillet 1974.
La Grèce est depuis la fin de la guerre civile de 1946-1949 une monarchie anticommuniste, alliée des États-Unis d'Amérique pour qui elle est un pays stratégique membre de l'OTAN depuis 1950. Le pays se reconstruit progressivement dans les années 1950 et s'ouvre aux capitaux étrangers, notamment américains mais la vie politique reste très polarisée et la gauche marginalisée. En 1963, le meurtre du militant pacifiste Grigoris Lambrakis à Thessalonique, perpétré par l'extrême-droite avec l'aide de la gendarmerie et de l'armée, provoque une grande émotion en Grèce. Initialement minimisé par le gouvernement de Constantin Karamanlis, l'affaire mène à sa démission deux mois plus tard, et à la montée en puissance de l'opposition, avec l'Union du Centre dirigée par Georgios Papandréou et la gauche réformiste de l'Union de la Gauche Démocratique. Papandréou devient Premier ministre en 1964, mais se heurte à l'hostilité de l'armée et du Roi, qui le renvoie en 1965 après un conflit lié à la défense nationale, marquant ainsi la rupture politique entre l'opposition et le pouvoir royal et conservateur.
À l'approche des élections législatives de mai 1967, le Palais et les Conservateurs s'inquiètent de la montée dans les sondages de l'Union nationale radicale, donnée gagnante de l'élection. Georgios Rallis suggéra au Roi, quelques mois avant le coup d'État, de proclamer l'état d'urgence pour éviter la victoire de l'opposition, un projet auquel Constantin II se montra réceptif. Le 21 avril suivant, sans initiative du Palais, trois officiers, le Brigadier Stylianos Pattakos, le Colonel Georgios Papadopoulos and le Colonel Nikolaos Makarezos prennent le contrôle d'Athènes et encerclent le Palais Royal et arrêtent les opposants politiques dont Georgios Papandréou dans sa villa de Kephissia et le Premier Ministre en exercice Panagiotis Kanellopoulos. Dans la soirée, malgré les demandes des Conservateurs dont Georgios Rallis d'organiser un contre-coup d'État, le roi Constantin II accepte d'assermenter le nouveau gouvernement putschiste. C'est le début de la dictature des Colonels qui durera jusqu'au rétablissement de la démocratie le 24 juillet 1974.
Le coup d'État a reçu le soutien tactique de la CIA dans le cadre de l'opération Gladio.

## Contexte
Malgré les tentatives de conciliation entre la Résistance communiste EAM-ELAS et le Gouvernement Royal revenu d'exil et la signature de deux accords successifs prévoyant la mise en place d'un gouvernement d'union nationale (Conférence du Liban au printemps 1944 et Accords de Varkiza de février 1945), les royalistes soutenus par les Britanniques et les Américains refusent catégoriquement l'entrée des Communistes au gouvernement. Les Communistes, quant à eux, ne veulent pas du retour du roi Georges II qu'ils estiment trop lié aux intérêts britanniques. Le Parti Communiste Grec est déclaré illégal par la loi du 27 décembre 1947 (loi 509/1947 « Sur les mesures pour la sécurité de l'État, du régime, du système social et la protection des libertés des citoyens »),. En décembre 1945, les Britanniques et la Police urbaine font tirer sur des manifestants communistes qui réclamaient la constitution d'un vrai gouvernement d'union nationale et le départ des troupes britanniques. C'est la Dekemvriana ou évènements de décembre qui fait 28 morts. Les Résistants communistes sont emprisonnés tandis que le Gouvernement royal soutenu par Churchill s'appuie sur d'anciens collaborationnistes pour assurer l'ordre. 12 000 membres des Bataillons de Sécurité, équivalent grec de la Milice française, sortent ainsi libres de la prison de Goudi et 228 sont réintégrés dans les rangs de l'armée.
La guerre civile de 1946-1949 entre les Communistes de l'Armée Démocratique de Grèce issus de la Résistance et le Gouvernement royal soutenu par la Grande-Bretagne et les États-Unis d'Amérique aboutit à la victoire des royalistes.
Le premier gouvernement post-guerre civile formé par le général Alexandros Papagos poursuit une politique anticommuniste, appuyé par les Américains au nom de la doctrine Truman d'endiguement (containment) du communisme : les anciens combattants communistes et leurs familles sont exclus de l'armée et de la fonction publique et les sympathisants de gauche envoyés dans des camps de rééducation d'Ikaria ou Makronissos, des îles inhospitalières de la mer Égée. « Par une certaine alchimie idéologique, Truman a qualifié le régime de droite corrompu d'Athènes de « démocratique » et a qualifié ses opposants de gauche de « terroristes », alors que des forces américaines dotées d'un équipement militaire lourd débarquaient en Grèce. »

### Répression anticommuniste

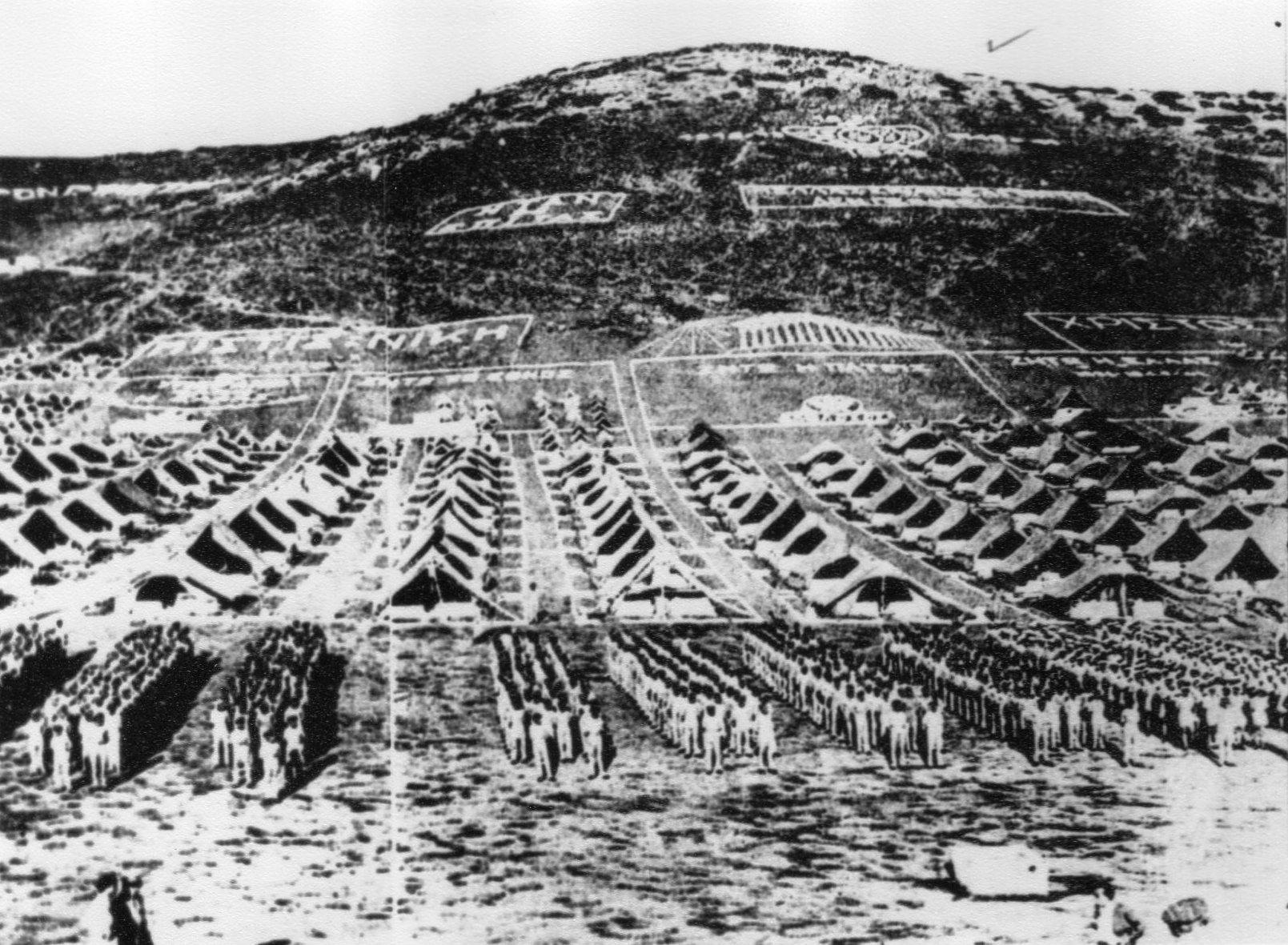
Le camp de rééducation de Makronissos.

Le premier gouvernement post-guerre civile est confié au général Alexandros Papagos qui avait servi durant la guerre gréco-italienne en 1940 puis pendant l'invasion allemande de la Grèce au printemps 1941. Anticommuniste convaincu, il avait auparavant soutenu le coup d'État puis la dictature de Ioannis Metaxas en 1936. Il remporte les élections législatives de 1950 avec 49 % des suffrages, offrant à son parti, le Rassemblement Populaire Grec (constitué sur le modèle du Rassemblement pour la République du général de Gaulle en France). La référence au gaullisme était assumée par Papagos : « De Gaulle veut modifier la constitution française en donnant plus de pouvoir à l'exécutif. Mon but est de défendre notre constitution contre tous les transgresseurs. » Il change le système électoral en 1952 au profit d'un scrutin majoritaire, contribuant à marginaliser l'opposition fragmentée entre les Libéraux de l'Union nationale progressiste du centre (Εθνική Προοδευτική Ένωση Κέντρου) fondée par le général Plastiras et la gauche réformiste de l'Union de la Gauche Démocratique (Ενιαία Δημοκρατική Αριστερά) ou EDA de l'ancien résistant Ioannis Passalidis, proche du Parti Communiste interdit depuis 1947. Les élections de 1952 au scrutin majoritaire lui assurent une confortable majorité au Parlement : le Rassemblement Populaire obtient 239 sièges sur 300. Pour la première fois aux élections de 1952, les femmes et les militaires prennent part au scrutin.

Son gouvernement dure jusqu'en 1955. Il épure l'armée et la fonction publique des sympathisants communistes. Outre la fonction de Premier Ministre, il assure aussi le portefeuille de ministre de la Défense Nationale. Son rival, le général Thrasyvoulos Tsakalotos qui avait dirigé les offensives du gouvernement royaliste au début de la guerre civile, est mis à la retraite d'office. Il nomme comme chef de l'État-Major des Forces Armées un de ses fidèles, le général Kitrilakis. Sous son gouvernement, les opposants politiques continuent d'être envoyés dans des camps de rééducation, une pratique connue en Grèce sous le nom d'exil intérieur pratiquée depuis avant-guerre durant la dictature de Metaxas. En 1955, le département d'État américain estime à 25 000 le nombre de prisonniers et ex-prisonniers politiques dans le Royaume.
« C'est par l'éducation et l'amélioration de l'économie que je peux ramener l'essentiel des sympathisants communistes dans la nation. Mais cela ne s'applique pas aux militants, aux fanatiques convaincus pour lesquels il n'y a pas d'espoir. Les plus dangereux doivent être internés ».
Sur le plan économique, Papagos soutient le plan de dévaluation de 50 % de la drachme par rapport au dollar américain présenté par son ministre de l'Économie Nationale Spyridon Markezinis. Cette mesure de dévaluation soutient les investissements étrangers, surtout américains, mais appauvrit la classe moyenne qui voit son pouvoir d'achat baisser au profit des entreprises étrangères qui peuvent embaucher à moindre coût.
Alexandros Papagos meurt en 1955. Lui succède à la tête du gouvernement royal Konstantinos Karamanlis et les Conservateurs remportent les élections de 1956, de 1958 et de 1961. Politicien chevronné, il fut ministre du Travail en 1946 puis ministre des Travaux Publics dans le gouvernement Papagos. Pro-américain, poursuit la politique de son prédécesseur.

### Montée de l'opposition de gauche

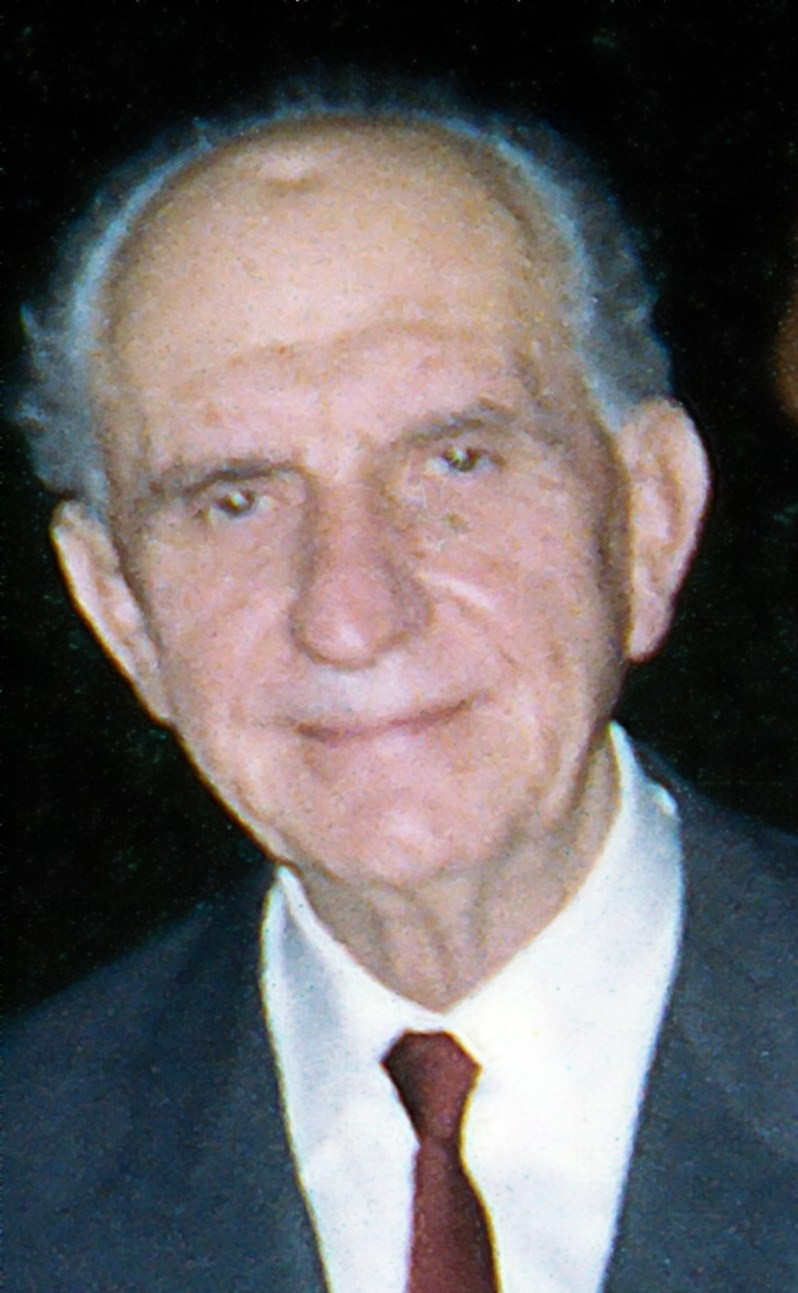
Georgios Papandréou.

Alors que les oppositions libérales et de gauche étaient inexistantes politiquement au début des années 1950, désavantagée par la réforme de 1952 instituant le scrutin majoritaire, elles montent en puissance dans les années 1950. En 1961, l'Union du Centre de Georgios Papandréou obtient 33 % des voix, le meilleur score d'un parti d'opposition depuis la fin de la guerre civile. Aux élections d'octobre 1963, elle obtient 138 sièges sur 300. Mais refusant le soutien politique de l'EDA qui comptait 28 députés, il renonce à former un gouvernement de coalition avec la gauche et remet sa démission au Roi qui l'accepte.
Aux élections de février 1964, l'Union du Centre l'emporte avec 52,8 % des voix et 171 sièges et cette fois-ci, Papandréou peut former un gouvernement majoritaire sans dépendre de la gauche. Il abolit une partie des mesures discriminatoires frappant les sympathisants de gauche comme l'abrogation du certificat de bonne conduite sociale jusqu'là exigés pour travailler, permet à l'EDA de s'exprimer librement sans la surveillance permanente de la police, mais le Parti Communiste n'est pas pour autant légalisé.
Sa politique étrangère est dominée par la question du potentiel rattachement de l'île de Chypre, peuplée par une majorité d'héllénophones, au Royaume de Grèce. Les relations entre Papandréou et le roi Constantin II se détériore considérablement à l'été 1965. La nomination d'un de ses fidèles à la tête du Service National de Renseignements (KYP), le lieutenant-général Stavros Valsamakis, suscite l'inimitié du Palais. L'affaire dit du « bouclier » (υπόθεση ΑΣΠΙΔΑ) en mai 1965 provoque un scandale politique qui éclabousse Papandréou lui-même : la présence d'un groupe d'officiers centristes suspectés de vouloir organiser un coup d'État pro-Papandréou provoque un tollé. Les Conservateurs exploitent le scandale tandis que la méfiance du Roi vis-à-vis de son Premier Ministre s'intensifie. Son fils, Andreas, est accusé de connivence avec la gauche et plus globalement les Communistes. La rupture sera totale en juillet suivant, lorsque Papandréou décide de virer son ministre de la Défense Nationale Pétros Garoufaliás et d'assurer lui-même le portefeuille de la Défense. Si cette pratique n'est pas nouvelle, puisque Papagos l'avait déjà fait en 1952, le fait qu'un chef de gouvernement de l'opposition contrôle les forces armées est inconcevable pour les Conservateurs et le Palais. Le Roi, outrepassant ses pouvoirs constitutionnels, a refusé de signer le décret en question, souhaitant maintenir les forces armées sous le contrôle de personnes de confiance. Le 15 juillet, Papandréou doit remettre sa démission au Roi, qui l'accepte et nomme dans la foulée un autre membre de l'Union du Centre, le président du Parlement Geórgios Athanasiádis-Nóvas. Ce revirement des députés du centre est alors perçu comme une trahison personnelle par Papandréou : c'est l'« Apostasie de 1965 » (Αποστασία του 1965).
La rupture entre Papandréou et Constantin II provoque un été de manifestations et d'insurrections de la part de l'opposition de gauche qui culmine avec la mort d'un étudiant de 25 ans, Sotiris Petroulas, frappé mortellement par la Police urbaine le 21 juillet. L'enquête de la police affirme que Petroulas était mort asphyxié par les gazs lacrymogènes, mais l'autopsie médico-légale révèlera en  fait qu'il avait été étranglé par des policiers,. Le gouvernement Novas est tombe en août et les Conservateurs reviennent au pouvoir un mois plus tard. L'expérience gouvernementale de l'Union du Centre a convaincu l'opposition qu'aucun compromis ne pouvait être fait avec les Conservateurs et le Palais tandis que ces derniers s'inquiètent de leurs succès électoraux, leur faisant craindre un potentiel coup de force de la gauche.
L'arrivée au pouvoir de Papandréou inquiétait aussi les États-Unis qui disposaient jusqu'alors d'un gouvernement docile à Athènes en la personne de Papagos d'abord puis Karamanlis ensuite. L'ambassadeur américain confie au Département d'État que Papandréou « réduira considérablement les dépenses militaires, éloignera progressivement la Grèce de l'OTAN et se tournera vers le bloc soviétique pour promouvoir les produits grecs. Dans cette politique, il a trouvé des alliés naturels dans la gauche et les communistes. Dans ces conditions, je pense qu'il est essentiel que nous examinions de plus près les relations d'Andreas avec l'extrême gauche et les communistes, que nous découvrions combien d'argent il possède et d'où il provient, et que nous limitions, dans la mesure de nos possibilités, son influence politique réelle et potentielle. »

### Affaire Lambrakis
L'« affaire Lambrakis » fait référence au scandale politique et à l'assassinat en 1963 de l'homme politique de gauche Grigoris Lambrakis. Lambrakis était un éminent médecin, militant pacifiste et député au Parlement de l'Union de la Gauche Démocratique (EDA). Son assassinat et l'enquête qui a suivi ont révélé un réseau complexe de corruption, d'extrémisme de droite et de liens entre des éléments de l'armée, de la police et des politiciens conservateurs. Lambrakis avait eu dans les années 1930 une carrière de sportif émérite, médaillé des Jeux Balkaniques de 1935 et 1937. Engagé à gauche durant l'Occupation, il est élu député de l'EDA aux élections législatives de 1961. Il était connu pour son opposition à l'OTAN et à l'engagement militaire des États-Unis en Grèce, contre l'arme atomique et avait organisé une grande marche de la paix à Marathon.
Le 22 mai 1963, à l'occasion d'une réunion publique de l'EDA à Thessalonique, deuxième ville du pays, Lambrakis est pris pour cible par des militants d'extrême-droite. Un motocycliste, identifié plus tard comme Mihailis Stangos, a lancé un lourd boulon en fer sur Lambrakis, le frappant à la tête. Grièvement blessé, Lambrakis meurt quelques jours plus tard, le 27 mai 1963. La disparition de cette figure de la gauche démocrate cause un émoi considérable à travers le pays, allant jusqu'à fragiliser le gouvernement royal. Karamanlis traite dans un premier temps l'affaire comme un fait divers qui profite à l'opposition : « De tels incidents peuvent se produire dans les pays les plus démocratiques sans que le gouvernement en soit rendu responsable ». Karamanlis est ouvertement accusé par le chef de l'opposition, Georgios Papandréou. Les funérailles de Lambrakis sont organisées le 28 mai suivant dans la Cathédrale métropolitaine d'Athènes dans un climat tendu, en présence des deux dirigeants de l'opposition libérale, Sophocle Venizélos et Georgios Papandréou, du chef de l'EDA, Ilias Ilou, et du Président du Parlement, Constantin Rodopoulos, suivi par 100 000 personnes.
L'enquête montre les liens entre groupuscules d'extrême-droite et autorités militaires de la ville mais aussi que les autorités, le procureur général de Thessalonique lui-même, étaient en fait au courant des projets de l'attaque contre Lambrakis. L'instruction est menée par le juge d'instruction Chrístos Sartzetákis jusqu'au bout mais ne débouche que sur des condamnations sans rapport avec l'organisation d'un tel assassinat. Le Monde parle dans son édition du 31 décembre 1966 d'un « verdict indulgent » pour les assassins de Lambrakis.
Dans la culture populaire, l'affaire Lambrakis a été dramatisée dans le film Z de 1969, réalisé par Costa-Gavras en exil à Paris. Le film, basé sur le roman éponyme de Vassilis Vassilikos, décrit l'enquête sur le meurtre de Lambrakis et a été internationalement acclamé pour sa description de la corruption politique et des liens entre le gouvernement royal de l'époque et le Palais avec l'extrême-droite.

## Coup d'État

### Prémices
En 1952, le groupe d'extrême-droite IDEA évoque pour la première fois la possibilité d'un coup d'État dans un manifeste rendu public. Georgios Papadopoulos, un des officiers du coup d'État du 21 avril, était l'un des rédacteurs du manifeste. Papadopoulos suit une formation à la CIA entre 1953 et 1954, avant de prendre la tête du Service National de Renseignements qu'il dirige pendant dix ans.
La menace d'un coup d'État existait depuis que Papandréou était devenu chef du gouvernement et était devenue de plus en plus crédible et sérieuse à mesure que la Grèce s'enfonçait dans la crise de l'été 1965. En juin 1965, l'ambassadeur américain à Athènes écrit au Département d'État que « le général à la retraite Sakellariou, qui a été évincé l'année dernière de son poste de chef d'état-major de l'armée, a déclaré ouvertement la semaine dernière aux officiers de l'Ambassade qu'il était essentiel de « renverser » Papandréou avant qu'il n'entraîne le pays dans sa chute vers la destruction. Il est certain que les dirigeants de l'armée sont fortement opposés à Andreas Papandreou, qu'ils considèrent comme un sympathisant de gauche susceptible de faire sortir la Grèce du camp occidental s'il accédait au pouvoir. » Andreas Papandréou était dans les mois suivants le coup d'État la bête noire des Américains en raison de sa rhétorique anti-impérialiste, anti-OTAN et anti-américaine.
Le 17 mars 1967, un mois avant le coup d'État, Georgios Papandréou confie à l'ambassadeur Phillips Talbot ses craintes d'un coup de force de la part d'une partie des officiers royalistes et l'implication directe de la Reine-mère Frederika, veuve du roi Paul et mère de Constantin II : « M. Papandreou s'est déclaré très préoccupé par les activités actuelles de la « junte ». En réponse à la question de l'ambassadeur, il a cité Garoufalias, Pipinellis et le général (à la retraite) Dovas comme membres de la junte. Celle-ci comprend également d'autres généraux à la retraite et des députés qui craignent les élections. Le « président » de la junte, a ajouté M. Papandreou, est probablement la reine Frederika. »
Le coup d'État ne fut pas prémédité ni par le Département d'État américain, ni par le Palais. En janvier 1967, lors d'une conversation avec Dimitrios Bitsios, chef de Cabinet du Roi, le Premier Secrétaire de l'ambassade américaine se montre défavorable à l'idée d'un coup de force par l'armée : « Bitsios m'a alors demandé quelle serait la réaction des Etats-Unis si la « situation » exigeait le recours à des « mesures extrêmes ». J'ai répondu que s'il parlait de mesures anticonstitutionnelles, j'étais certain que la réaction des États-Unis serait extrêmement défavorable... J'ai répété que quelle que soit la justification que l'on puisse trouver ici pour une solution anticonstitutionnelle, je ne voyais pas comment elle pourrait être justifiée aux yeux de l'opinion publique, de la presse ou des dirigeants politiques américains. » Les Américains voyaient Georgios Papandreou comme un conciliateur potentiel entre la gauche et les Conservateurs, conscients que chaque camp craignait un coup de force de l'autre. Le Roi lui-même pensait qu'une victoire de Papandreou aurait signifié un coup d'État communiste et le renversement de la monarchie. La veille du coup, l'ambassadeur américain reçoit des instructions dans ce sens de Washington.

### Le putsch
Dans la nuit du 20 au 21 avril 1967, les officers putchistes passent à l'action. « Les officiers supérieurs prennent possession des bureaux administratifs de l’État, des télécommunications, ainsi que des postes de contrôle à l’aérodrome, au port du Pirée, à la radio et aux gares » note Le Figaro dans son édition du 22 avril. À deux heures du matin, les chars se positionnent aux points stratégiques de la capitale grecque : port du Pirée, aéroport, université, et encerclent le Palais Royal,.
Le 21 avril à 6:00 EET, les putschistes annoncent la suspension unilatérale de onze articles de la Constitution.
L'ambassadeur américain relate que « Constantin, dans une colère noire, vient de me dire que ni lui ni les officiers généraux ne contrôlaient l'armée grecque ce soir. « Des salauds d'ultra-droite incroyablement stupides, qui ont pris le contrôle des chars, ont provoqué un désastre en Grèce », a-t-il déclaré. » Mais le Roi entre en négociations avec les putschistes et accepte finalement d'assermenter non un des officiers, mais le président de la Cour de Cassation, Konstantinos Kollias, comme nouveau Premier Ministre. Kollias était pendant l'Occupation Procureur Général et avait activement pourchassé les membres de la Résistance communiste ; et pendant l'affaire Lambrakis, avait tout fait pour retarder l'instruction du dossier. Kollias est assermenté dans la soirée du 21 avril.
Pour Le Monde, la responsabilité du Roi dans la réussite du coup d'État est évidente : « Si l'on pouvait raisonnablement douter de la proximité d'un coup d'État, de nombreux indices précis donnaient à penser que le péril ne relevait pas de l'imagination d'hommes politiques quelque peu exubérants. Les déclarations publiques de militaires et de dirigeants de l'extrême droite (...) appelant à l'instauration d'un « régime fort » n'étaient évidemment pas destinées à la seule intimidation de l'adversaire. Chacun pouvait constater en effet que le Palais s'efforçait de rendre à la droite le pouvoir qu'elle avait exercé, avec de courtes éclipses, pendant trente ans et qu'elle avait perdu au profit du centre à l'issue des élections de février 1964. » Le quotidien québécois Le Devoir abonde dans ce sens : « La crise de régime, depuis longtemps latente, est franchement ouverte. Le roi Constantin a brûlé ses vaisseaux : refusant de se soumettre (au Parlement) comme de se démettre; il a choisi la voie la plus simple mais peut-être à long terme la plus dangereuse : l'épreuve de force. On peut penser qu'en agissant comme il a fait (il n'est pas encore possible de savoir nettement si le roi s'est rallié à l'idée d'un coup d'État souhaité par l'armée ou s'il l'a lui-même conçu), le jeune souverain a obéi à l'un ou l'autre des motifs suivants. »

### Operation Gladio
Bien que les États-Unis n'aient pas directement orchestré le coup d'État, le gouvernement américain considérait la junte comme un allié utile dans le cadre de sa stratégie plus large de guerre froide, et son soutien a considérablement renforcé la capacité de la dictature à rester au pouvoir. Le soutien des États-Unis à la dictature militaire grecque fut d'une importance capitale pour la survie de la junte. Les États-Unis, notamment par l'intermédiaire de la CIA et du département d'État, ont joué un rôle clé dans le maintien et le soutien du régime militaire en Grèce, tant sur le plan diplomatique que matériel. Les putschistes ont profité de l'aide tactique de la CIA, au grand dam de l'ambassadeur américain à Athènes Talbot qui n'avait ni approuvé l'opération ni même mis au courant.
Pendant les premières années de la guerre froide, la Grèce, stratégiquement située à proximité de la sphère d'influence soviétique, était un champ de bataille clé dans la lutte idéologique entre l'Est communiste et l'Ouest capitaliste. Après la victoire des royalistes sur l'Armée Démocratique de Grèce des Communistes, le Service National de Renseignements (KYP) est institué en 1952 par le gouvernement Papagos sur le modèle de la CIA avec laquelle elle coopérait étroitement. KYP et CIA mettent au point ensemble un corps d'élite sur le modèle de la Delta Force de l'armée américaine, la Force de Raid Hellénique (Hellenic Raiding Force). Philip Agee confie que la CIA opérait bel et bien en Grèce pour prévenir d'un coup de force communiste dans le pays : « L'officier gréco-américain de la CIA a recruté plusieurs groupes de citoyens grecs pour ce que la CIA a appelé 'un noyau pour rallier une armée de citoyens contre la menace d'un coup d'État gauchiste'. » Sous la direction de l'OTAN, les forces grecques ont été entraînées à résister à une éventuelle occupation soviétique ou à une révolution communiste en créant des unités secrètes « stay-behind », souvent composées d'officiers militaires, d'agents de renseignement et d'anciens combattants de la Résistance non-communiste. Ces unités étaient considérées comme un filet de sécurité pour l'Occident en cas d'insurrection communiste, mais au fil du temps, leurs activités se sont souvent alignées sur les intérêts politiques des factions militaires et paramilitaires de droite en Grèce. Ces unités étaient parfois liées à des groupes d'extrême droite, y compris les forces paramilitaires royalistes qui étaient hostiles aux factions de gauche. Certaines de ces unités étaient soupçonnées d'avoir des liens ou d'être coordonnées avec d'autres groupes occultes du réseau Gladio, qui, dans certains pays, menaient des actions secrètes pour réprimer les mouvements de gauche.
Les officiers qui ont mené le coup d'État en 1967 avaient été impliqués auparavant dans des opérations de Gladio, directement ou indirectement. Ces officiers connaissaient bien les tactiques de contre-insurrection et avaient été formés aux opérations secrètes, qui reflétaient le type d'activités menées par Gladio dans toute l'Europe. Certains personnages clés du coup d'État, comme le colonel Georgios Papadopoulos faisaient partie de l'establishment militaire proche de l'OTAN entretenait des liens étroits avec l'armée américaine. Papadopoulos lui-même avait reçu une formation militaire américaine et ses actions s'inscrivaient dans la stratégie plus large de l'OTAN visant à maintenir des gouvernements anticommunistes en Grèce et dans d'autres pays situés à la périphérie de l'Union soviétique.

## Conséquences
Le 21 avril devient une date anniversaire pour le nouveau régime des Colonels, et un hymne de célébration sera même composé plus tard : l'Hymne du 21 Avril (Ύμνος 21ης Απριλίου).
Le coup d'État cibles des personnalités politiques soit engagé à gauche, soit considérées comme subversives au nouveau régime militaire : 
- Le juge Chrístos Sartzetákis qui avait conduit l'instruction à la suite de l'assassinat de Grigoris Lambrakis et mis en lumière l'implication du commandant de la gendarmerie, du chef de la police et du procureur général de Thessalonique, est arrêté, emprisonné pendant un an avant d'être radié de l'ordre des magistrats. Il est réintégré dans ses fonctions et élu Président de la République en 1985.
- Georgios Papandreou, chef de l'Union du Centre, est arrêté et placé en résidence surveillée. Il mourra un an plus tard, en novembre 1968. Ses obsèques sont organisées par le régime en tant qu'ancien Premier Ministre sous haute surveillance policière, le régime ayant prévenu que « les autorités compétentes prendraient les mesures légales nécessaires pour empêcher tout incident fâcheux ». Des slogans comme « Papandréou, Démocratie » sont clamés par la foule et la police conduit à des arrestations.

- L'Union de la gauche démocratique est dissoute et ses membres pourchassés et arrêtés.
- Les Jeunesses Lambrakis, organisation militante de gauche fondée en hommage à Grigoris Lambrakis, sont démantelées et interdites.
- La mise en place de tribunaux d'exception dans dix villes du pays, dont Athènes et Thessalonique.
- Institution d'un délégué de la police dans chaque université du pays. Selon The New York Times : « Dans les universités, l'asphalia, la police de sécurité, a mis en place un réseau de formateurs chargés de signaler les activités et les attitudes des autres étudiants. Le régime a également nommé un commissaire du gouvernement pour chaque faculté. Le travail des commissaires, pour la plupart des officiers de l'armée à la retraite, est de veiller à ce que les programmes d'enseignement soient conformes aux objectifs de la junte. »[22]
- L'accord de libre-échange entre la Communauté Économique Européenne et la Grèce, signé en 1961, est suspendu.
- La Grèce est exclue du Conseil de l'Europe en 1969 pour ses violations répétées contre les droits de l'Homme : la torture et la détention des prisonniers politiques.

Une politique d'ordre moral est mis en place autour du slogan « La Grèce des Grecs Chrétiens » :
- Les grèves et les organisations syndicales sont déclarées illégales et les journaux de gauche ou suspectés de sympathies gauchistes sont interdits de paraître.
- La presse est surveillée et toute publication doit recevoir au préalable l'assentiment du nouveau régime.
- La musique et les auteurs jugés subversifs ou antipatriotiques : la musique du compositeur Mikis Théodorakis, engagé à gauche, les Beatles, le rock, Sophocle, dire que Socrate était homosexuel, Jean-Paul Sartre, Ionesco et Mark Twain, entre autres.
- Pour les filles, l'interdiction de la mini-jupe.
- Pour les hommes, le port des cheveux longs.

Les opposants politiques ou tous ceux suspectés de « sympathies gauchistes » sont emprisonnés, détenus arbitrairement dans les camps de rééducation : selon Amnesty International, juste après le coup d'État, « en quelques mois, environ 6 000 personnes sont détenues dans des camps de déportation sur les îles grecques. Au cours du semestre suivant, ce chiffre a considérablement diminué, mais à la fin du mois de janvier 1968, il restait encore 2 777 déportés détenus sans jugement dans les centres de détention des îles de Yaros et de Leros, ainsi qu'un nombre inconnu de détenus dans les commissariats de police et les prisons du pays. »
S'exilent de Grèce les artistes et politiques opposés au nouveau régime des Colonels. Konstantinos Karamanlis se réfugie à Paris où il se rapproche de Valéry Giscard d'Estaing, futur Président de la République française. Costa-Gavras fuit pour la France où il réalisera en 1969 son film Z dénonçant l'assassinat de Lambrakis. Melina Mercouri s'échappe aussi en France. Le romancier Andreas Franghias, ancien prisonnier politique au début des années 1950 en raison de son engagement à gauche, fuira la Grèce des Colonels pour Paris où il retrouve son ami Jacques Lacarrière à qui il confie les brouillons de son prochain roman L'Épidémie, dont le thème principal est l'exil forcé et l'aliénation à l'arbitraire. L'Épidémie sera publié en français en 1978 chez Gallimard.